# Callomelitta antipodes
Callomelitta antipodes är en biart som först beskrevs av Smith 1853.  Callomelitta antipodes ingår i släktet Callomelitta och familjen korttungebin. Inga underarter finns listade.

## Bildgalleri

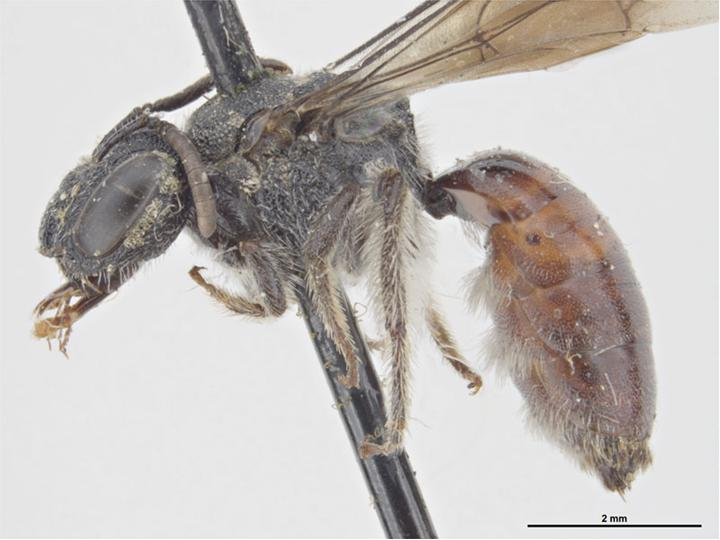
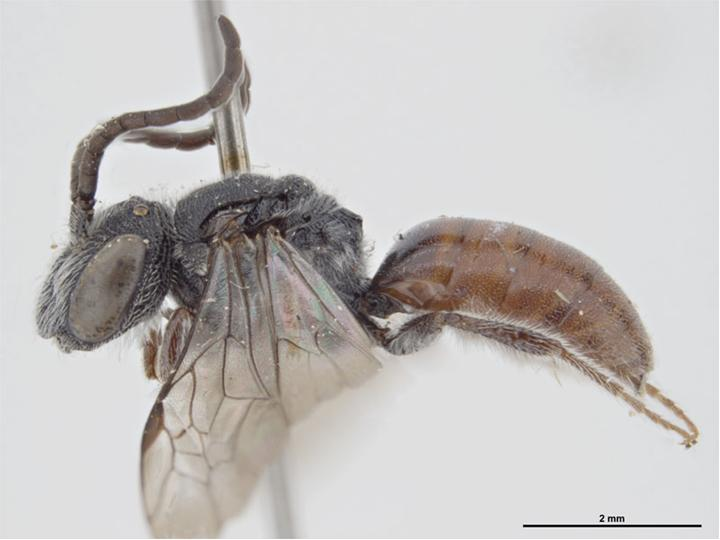